# Ocelové město
Ocelové město (někdy též psáno jako Ocelové Město; ve francouzském originále Les Cinq Cents Millions de la Bégum, tj. Pět set miliónů Begumy) je vědeckofantastický román francouzského spisovatele Julesa Verna z jeho cyklu Podivuhodné cesty (Les Voyages extraordinaires), vydaný poprvé v roce 1879. Autorství románu je poněkud sporné, neboť je doloženo, že základem knihy byl text od jiného francouzského spisovatele dobrodružných knih André Laurieho, který Jules Verne přepracoval.
V jednom svazku s tímto románem současně vyšel kratší Vernův historický příběh Vzbouřenci na lodi Bounty (Les Révoltés de la Bounty).

## Obsah románu

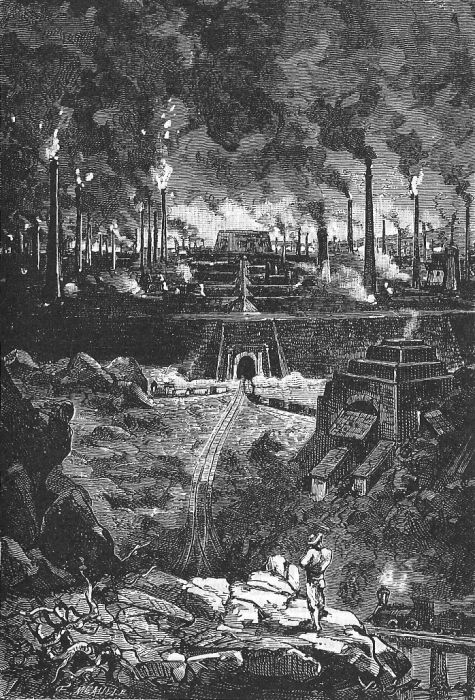
Ocelové město, původní ilustrace Léona Benetta.

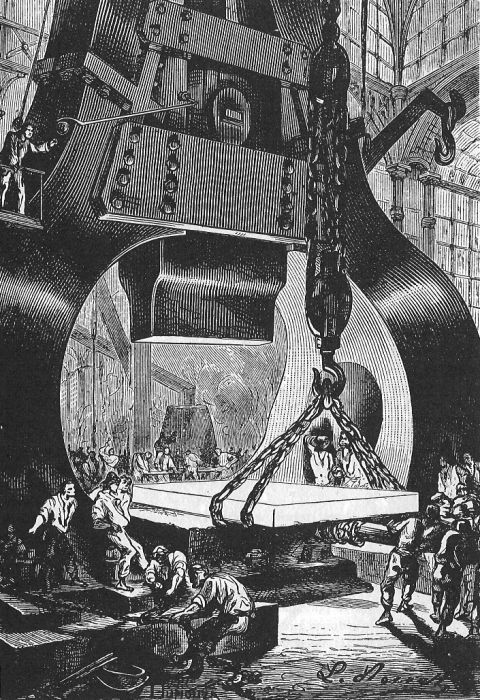
Ocelové město, původní ilustrace Léona Benetta.

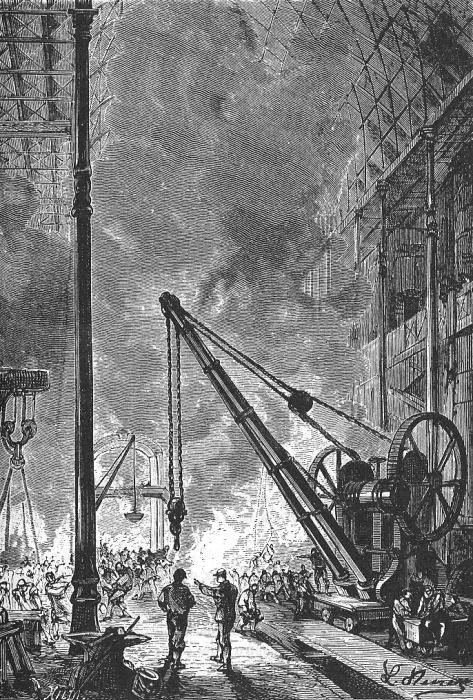
Ocelové město, původní ilustrace Léona Benetta.

Mírumilovný francouzský lékař, Dr. Sarrasin, se jednoho dne od právního zástupce pana Sharpa dozví, že zdědil nepředstavitelně veliké bohatství po příbuzné indické kněžně (begumě) z Gokúlu. Dlouho se však ze svého bohatství neraduje, protože se objeví ještě jeden dědic a tím je německý profesor Schultze, který Francouze považuje za podřadný národ. Po soudních sporech si však peníze rozdělí rovným dílem a každý je vloží do svého plánu. Dr. Sarrasin vybuduje v USA ve státě Oregon Francouzské město, které by mělo být vzorem pro všechna města na světě. Je čisté, bez kriminality a žijí tam hodní lidé. Naopak profesor Schultze vybuduje nedaleko Francouzského města svoje Ocelové město, které je v podstatě gigantickou továrnou, vyrábějící tu nejlepší ocel, děla a různé další zbraně.
Dr. Sarrasin má syna Oktáva, lehkovážného mladíka, který myslí jen na zábavu, ale naštěstí je ovlivňován svým mnohem moudřejším a zodpovědnějším přítelem, Marcelem Bruckmannem, mladým Alsasanem.
Jednoho dne se Marcel, který pozoruje vzestup Ocelového města s velkou nedůvěrou, rozhodne, že do Ocelového města pronikne a zjistí, zda profesor Schultze chystá proti Francouzskému městu útok.
Marcel v přestrojení za dělníka do přísně střeženého města vstoupí a postupně díky svojí píli a odhodlanosti dosáhne pozice osobního kresliče a důvěrníka profesora Schultze.
Když se Marcelovi stále nedaří proniknout do tajemství ničivé zbraně, kterou pravděpodobně profesor Schultze proti Francouzskému městu chystá, vyprovokuje hádku, v níž tvrdí, že Německu chybí vynalézavost a že nikdy neovládne svět. Herr Schultze to rozzuří a v záchvatu vzteku mu své tajemství prozradí. Onou tajemnou zbraní je obří dělo umístěné v samotném srdci Ocelového města, Býčí věži, a speciální náboje do něj, kterými se chystá i přes obrovskou vzdálenost, která obě města dělí, Francouzské město zničit. Zároveň Marcelovi oznámí, že když zná jeho tajemství, musí zemřít, stejně jako jeho předchůdce. Poté jej uvězní v centrálním bloku města pod dozorem svých dvou osobních strážců. Jemu se však podaří je přelstít, uniknout jim a podpálit modelářskou dílnu. Dýchací přístroj, který mu dá profesor Schultze, aby mohl z dílny v plamenech zachránit vzácný model, využije k odvážnému útěku podzemní říčkou, která vytéká z města ven. Dostane se do Francouzského města, které neprodleně varuje před hrozícím nebezpečím. Profesor Schultze svou střelu na Francouzské město sice vystřelí, ale ta díky dosažené 1. kosmické rychlosti, kterou musela mít, aby vzdálenost mezi městy překonala, skončí na oběžné dráze.
Náhle však profesor Schultze přestane komunikovat se světem a postupně se díky jeho absolutní kontrole nad Ocelovým městem zastaví výroba v celé této gigantické továrně na zbraně. A tak se tam Marcel s Oktávem vydají, aby zjistili, jestli nehrozí ještě nějaké nebezpečí. Poté, co proniknou přes všechny obranné linie nyní již mrtvého města, naleznou profesora Schultze v jeho tajné pracovně. Tam byl udušen a zmrazen po výbuchu vlastní zbraně, granátu naplněného oxidem uhličitým, právě ve chvíli, kdy podepisoval rozkaz k totálnímu zničení a vyhlazení Francouzského města.

## Ilustrace
Knihu Ocelové město ilustroval Léon Benett

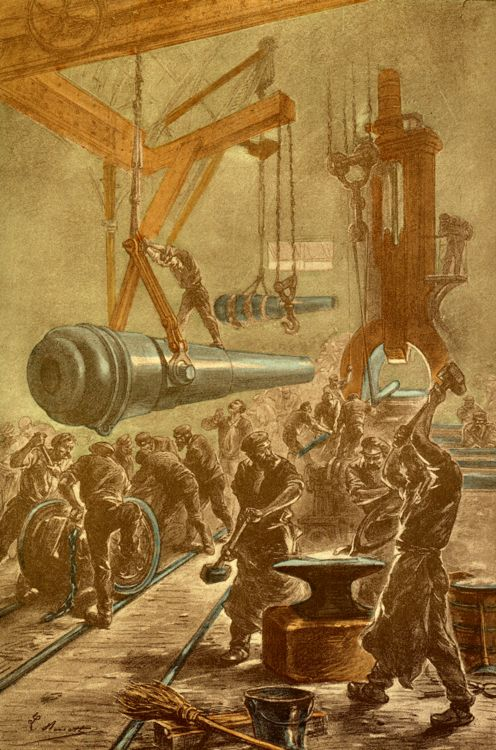
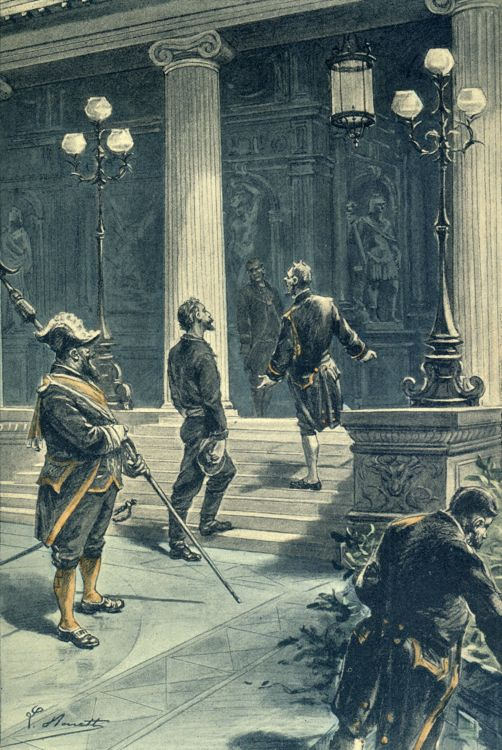
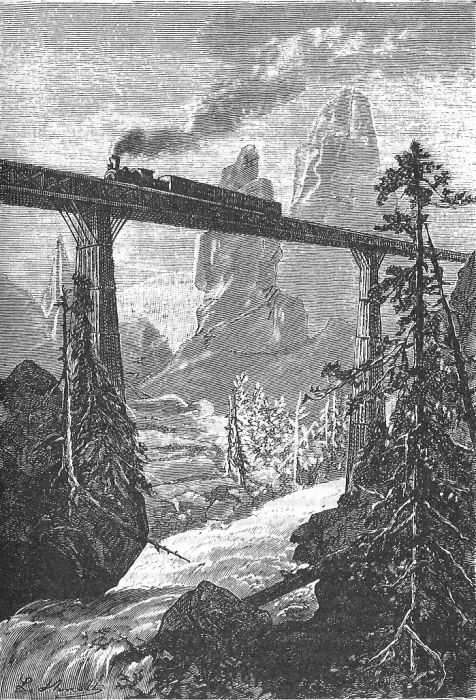
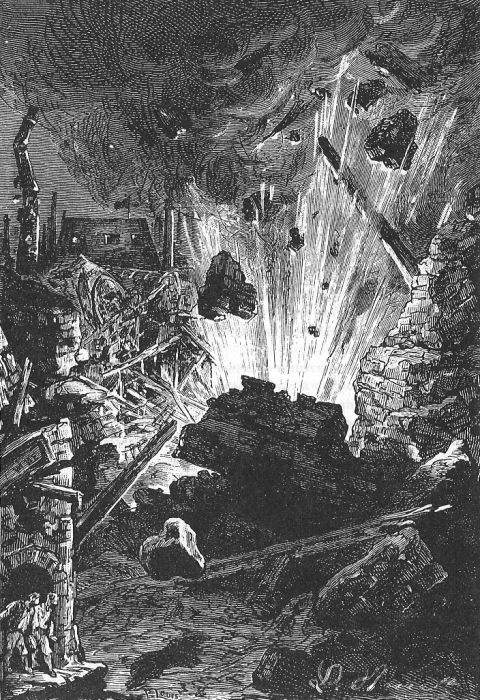
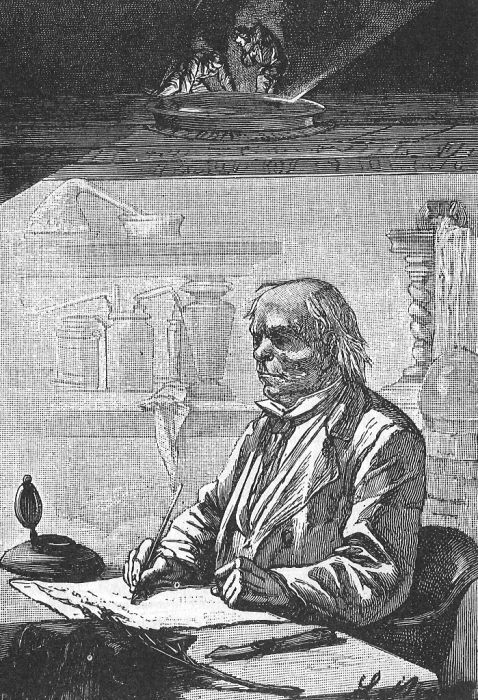

## Česká vydání
- Pět set miliónů Beguminých, Zábavné listy, A. Hynek, Praha 1888
- Ocelové město, J. R. Vilímek, Praha 1895, přeložil Jan Wagner, znovu 1909
- Pět set miliónů Begumy, Bedřich Kočí, Praha 1911, přeložil J. Entlicher
- Ocelové město, J. R. Vilímek, Praha 1913, přeložil Jan Wagner, znovu 1930
- Ocelové město, Mladá fronta, Praha 1954, přeložil Miroslav Drápal
- Ocelové město, SNDK, Praha 1955, přeložil Václav Netušil, znovu 1959
- Vynález zkázy a Ocelové město, SNDK, Praha 1966, přeložili Anna Kučerová a Václav Netušil
- Ocelové město, Práce, Praha 1983, přeložil Miroslav Drápal
- Ocelové město, Albatros, Praha 1989, přeložil Václav Netušil
- Ocelové město, Návrat, Brno 1995, přeložil Jan Wagner, znovu 2004
- Ocelové město, Omega, Praha 2015, přeložil Jan Wagner
- Ocelové město, Albatros, Praha 2022, převyprávěl Ondřej Neff, ilustrace Zdeněk Burian

## Filmová adaptace
Podle románu natočil roku 1978 český režisér Ludvík Ráža film Tajemství Ocelového města.

## Rozhlasové a zvukové adaptace
V roce 1977 natočil ve studiu Lucerna stejnojmennou hru režisér Jiří Horčička. Hlavní role namluvili: Rudolf Hrušínský - profesor Schulze, František Němec - Marcel, Ladislav Pešek - doktor Sarrasin, Petr Svojtka - Oktáv, vypravěči Jaroslava Adamová a Jiří Šrámek. Vydáno v roce 1978 na LP, v roce 1998 vydáno na CD.
V roce 1982 znovu natočil v Československém rozhlasu stejnojmennou rozhlasovou hru režisér Jiří Horčička. Hlavní role namluvili: Josef Somr - profesor Schulze, Viktor Preiss - Marcel, Ladislav Pešek - doktor Sarrasin, Petr Štěpánek - Oktáv, vypravěči Jaroslava Adamová a Josef Vinklář.